# Archidium alternifolium
Espèce
Archidium alternifolium est une espèce de mousse (bryophyta).